# NGC 59
NGC 59は、くじら座にある楕円銀河である。ちょうこくしつ座銀河群に属している。NGC 59は、1885年11月10日に、アメリカ合衆国の天文学者オーモンド・ストーンによって発見された。